# Desperado (gruppo musicale)
I Desperado furono un supergruppo musicale heavy metal formato da Dee Snider nel 1988, dopo lo scioglimento dei Twisted Sister.
Al fianco di Snider suonavano il batterista Clive Burr (ex-Iron Maiden, Samson, Praying Mantis), il chitarrista Bernie Tormé (ex-Gillan e Ozzy Osbourne) e il bassista Marc Russel. Il gruppo registrò diverso materiale nel 1988, ma il primo full-length Ace, la cui data d'uscita era prevista per il maggio del 1990 venne accantonato dalla Elektra Records. Il disco fu pubblicato solo nel 1996 per la Destroyer Records, prodotto da Pete Coleman, sarà però un disco non ufficiale e verrà pubblicato con un altro nome, Bloodied, But Unbowed e con l'aggiunta di due tracce extra. Ne verranno diffusi dei bootleg contenuti in CD.
Nel luglio 2006, la Deadline/Cleopatra, approfittando del clamore suscitato dalla nuova riunione dei Twisted Sister, pubblica finalmente l'album Ace contenente gli 11 brani che dovevano comporre originariamente l'album, senza le due tracce extra che avevano caratterizzato l'album Bloodied, But Unbowed.

## Lineup

### Ultima
- Dee Snider - Voce
- Bernie Tormé - Chitarra
- Marc Russel - Basso
- Clive Burr - Batteria

### Ex componenti
- Joey Franco - Batteria

## Discografia
- 1996 - Bloodied, But Unbowed
- 2006 - Ace